# Ahmet Akçan
Ahmet Akçan (17 februari 1958) is een Turks voetbalcoach.
Als speler was hij actief voor Galatasaray SK. Hij was in 2007-2008 ook actief bij dezelfde club maar dan wel als assistent-trainer van Karl-Heinz Feldkamp. Sinds recent had Karl-Heinz Feldkamp zijn ontslag genomen bij de club en besloot Akçan ook maar om zijn ontslag te nemen. Zij werden op hun beurt opgevolgd door Michael Skibbe.
Akçan is 2 wedstrijden hoofdtrainer van de club geweest en dat was in de UEFA Cup wedstrijd tegen Austria Wien en de competitie wedstrijd tegen Gençlerbirliği OFTAŞ. De reden hiervoor was dat Karl-Heinz Feldkamp griep had en in Duitsland zat voor onderzoek.